# Pagua (rijeka)
Rijeka Pagua je jedna od najdužih rijeka na karipskom otoku Dominici. Izvire u području D'Leau Gommier u Središnjem šumskom rezervatu, gdje dijeli isto porječje kao i rijeka Layou. Teče prema sjeveroistoku, tvoreći zapadnu granicu teritorija Kalinago. Ulijeva se u Atlantski ocean u zaljevu Pagua, na istočnoj obali Dominike.
Selo Concord leži na rijeci Pagua.

## Vanjske poveznice
|  | Zajednički poslužitelj ima još gradiva o temi Pagua (rijeka) |

- Map of Dominica
- GEOnet Names Server
- Water Resources Assessment of Dominica, Antigua and Barbuda, and St. Kitts and Nevis  Arhivirana inačica izvorne stranice od 9. siječnja 2009. (Wayback Machine)